# Сент-люсийский хомяк
Сент-люсийский хомяк (лат. Megalomys luciae) — вид грызунов семейства хомяковых. На сегодняшний день считается вымершим.
Этот довольно крупный (с небольшую кошку) вид обитал исключительно в лесах острова Сент-Люсия, за что и получил своё название. Являлся близким родственником антильского хомяка с Мартиники.
Большинство представителей вида погибло в результате интродукции завезённых на остров хищников, в частности мангустов. Последняя известная особь умерла в Лондонском зоопарке в 1852 году. В музее естественной истории Лондона имеется чучело этого вида.